# Dichelostemma
Genre
Dichelostemma est un genre de plantes de la famille des asparagacées.

## Liste d'espèces
Selon ITIS :
- Dichelostemma capitatum (Benth.) Wood
- Dichelostemma congestum (Sm.) Kunth
- Dichelostemma ida-maia (Wood) Greene
- Dichelostemma multiflorum (Benth.) Heller
- Dichelostemma × venustum (Greene) Hoover (pro sp.)
- Dichelostemma volubile (Kellogg) Heller